# Doksy (okres Kladno)
Doksy (Duits: Doges) is een Tsjechische gemeente in de regio Midden-Bohemen en maakt deel uit van het district Kladno. Het dorp ligt op 6 km afstand van de stad Kladno.
Doksy telt 1718 inwoners (2022).

## Geografie
Doksy ligt in een golvend landschap aan de rand van de Křivoklátheuvels, op ongeveer 3 km afstand van het beschermde natuurgebied Křivoklátsko. Het dorp ligt op een heuvel, variërend in hoogte van 368 meter aan de zuidoostkant van het dorp tot ongeveer 414 meter aan de noordoostkant. Het gemeentekantoor ligt op 396 meter hoogte.
De Loděnickýbeek stroomt door de gemeente. De beek voert onder meer water naar de dorpsvijvers: de middeleeuwse vijver Nohavice en de na de middeleeuwen aangelegde vijver Hrázský. Laatstgenoemde werd in 1870 drooggelegd, maar in 2011 weer in gebruik genomen. De Loděnice (een zijrivier van de Berounka mondt uit in de Rozdělovskýbeek bij de Hrázskývijver.

## Geschiedenis
Er is een bronzen dolk uit de prehistorie gevonden, waaruit blijkt dat het gebied toentertijd al bewoond werd. De eerste schriftelijke vermelding van Doksy dateert echter van 1385, toen het dorp in eigendom was van Jacoubek van Dokes (Jacubconi de Dokzie). In het gebied rond de huidige kapel stond een boerderij met een vesting, die geleidelijk aan de zetel van de heer werd. Na 1398 was Doksy in handen van Bedřich van Ervěnice, in 1405 van Petr en Jan van Dokes en Myslín, en na 1413 van Koning Wenceslaus IV. Na zijn huwelijk gaf hij zijn vrouw Markéta de leiding over het dorp, waarvan in 1454 melding wordt gemaakt in de huwelijksakte in Slaný. In 1464 werd Doksy aan Jindřich van Vraný en Kladno gegeven. De volgende houder was Jan Bepták van Medvídkov en vervolgens in 1485 Rudolf van Medvídkov. Deze ridders woonden echter niet in de vesting, waardoor de vesting leegstond en in verval begon te raken. De vesting werd in de 16e eeuw afgebroken. Er staat echter nog wel een kleine vesting van latere datum in het zuidwestelijk deel van het dorp, wat heden ten dage een museum huisvest. In de 16e eeuw werd het dorp in tweeën verdeeld: het oostelijk deel was Tachlovice genaamd en het westelijk deel Smecenska. Het dorp bleef verdeeld tot aan de afschaffing van privébezit.
Tot 1924 beschikte het dorp over een steenhouwerij. Het eerste gebruik van de lokale zandsteen was waarschijnlijk in de 6e eeuw. Bewijs van de winning van zandsteen dateert uit de tijd van Keizer Karel IV. De zandsteen werd later gebruikt voor de bouw van de Karelsbrug en Sint-Vituskathedraal, beide in Praag. Ook werden er molenstenen, grenspalen, stenen trappen en raam- en deurkozijnen van gemaakt. De steengroeven kenden hun grootste ontwikkeling in de 19e eeuw, met op het hoogtepunt meer dan 300 arbeiders. Daarna begon het werk af te nemen. In 1914 werkten nog slechts 15 steenhouwers in de steengroeven. Het laatste werk werd in 1924 afgerond, toen de laatste steenhouwer – František Bečka – vertrok. In het lokale terrein zijn de tekenen van mijnbouw nog steeds duidelijk zichtbaar.
Sinds 1932 heeft het dorp een school. Die werd gebouwd omdat de school in het nabijgelegen Družec uit zijn voegen groeide.
Sinds 1960 is Doksy een zelfstandige gemeente binnen het Kladnodistrict.
Op 29 november 1995 kende Milan Uhde, de voorzitter van de Kamer van Afgevaardigden, de gemeente een wapen toe. Op de linkerhelft staat een zilveren waterlelie met daarop vijf wortels, het embleem van de familie Bořit uit Martinice. Op de rechterhelft staat een oorlogsladder, het teken van de familie Breda.

## Demografie
| Jaar            | 1848 | 1857 | 1864 | 1870 | 1880 | 1890 | 1900 | 1910 | 1921 | 1930 | 1940 | 1950 | 1960 | 1970 | 1980 | 1990 | 2000 | 2003 | 2004 | 2011 | 2016 | 2022 |
| --------------- | ---- | ---- | ---- | ---- | ---- | ---- | ---- | ---- | ---- | ---- | ---- | ---- | ---- | ---- | ---- | ---- | ---- | ---- | ---- | ---- | ---- | ---- |
| Aantal huizen   | 51   | 65   | 66   | 67   | 88   | 89   | 126  | 136  | 158  | 226  | 266  | 272  | 300  | 294  | 320  | 358  | 388  | 404  | 410  | -    | -    | 568  |
| Aantal inwoners | 315  | 458  | 540  | 531  | 595  | 749  | 1072 | 1178 | 1241 | 1373 | 1470 | 1137 | 1241 | 1116 | 1140 | 1105 | 1080 | 1140 | 1150 | 1198 | 1600 | 1718 |

## Politiek

### Lijst met burgemeesters
| Nummer | Naam                    | In functie | Ambtswoning | Opmerkingen |
| ------ | ----------------------- | ---------- | ----------- | --- |
| 1.     | Václav Doubrava         | 1887–1896  | Nummer 25   | tevens eigenaar van de Nohavicemolen                                                                                               |
| 2.     | Václav Valenta          | 1896–1900  | Nummer 18   | |
| 3.     | Václav Čermák           | 1900–1905  | Nummer 20   | |
| 4.     | Vojtěch Podpěra         | 1905–1910  | Nummer 32   | |
| 5.     | František Pokorný       | 1910–1911  | Nummer 10   | |
| 6.     | Rudolf Votava           | 1911–1916  | Nummer 70   | |
| 7.     | Václav Pokorný          | 1916–1919  | Nummer 10   | |
| 8.     | Tomáš Melen             | 1919–1920  | Nummer 93   | |
| 9.     | Václav Mertl            | 1920–1922  | Nummer 171  | |
| 10.    | Karel Šefčík            | 1922–1924  | Nummer 89   | |
| 11.    | Antonín Novák           | 1924–1932  | Nummer 143  | |
| 12.    | Antonín Valenta         | 1932–1935  | Nummer 18   | |
| 13.    | Antonín Koula           | 1935–1939  | čp. 63      | Oorspronkelijk was František Čermák gekozen, maar het districtsbestuur erkende hem niet en benoemde Antonín Koula tot burgemeester |
| 14.    | Miloslav Pavelka        | 1939–1945  | Nummer 14   | |
| 15.    | Václav Junek            | 1945–1951  | Nummer 254  | |
| 16.    | Václav Rohan            | 1951–1969  | Nummer 68   | |
| 17.    | Miloslav Pavelka        | 1969–1976  | Nummer 14   | |
| 18.    | Josef Havlů             | 1976–1978  | Nummer 243  | |
| 19.    | Bohumil Roček           | 1978–1990  | Nummer 16   | |
| 20.    | Jiří Junek              | 1990–2018  | Nummer 5    | Langstzittende burgemeester |
| 21.    | ing. Stanislav Machulka | 2018–heden | Nummer 28   | |

## Verkeer en vervoer

### Autowegen
De weg II/606 loopt door de gemeente en verbindt Doksy met Pletený Újezd, Stochov en Nové Strašecí. De snelweg D6 loopt rond de rand van de gemeente. De dichtstbijzijnde snelwegafrit is afrit 16 Velká Dobrá, op 3 km afstand van de dorpsgrens.

### Spoorlijnen
Er is geen spoorlijn of station in het dorp. Het dichtstbijzijnde station is Kladno Rozdělov, op 2,3 km afstand. Dat station is gelegen aan spoorlijn 120 Praag – Rakovník. Station Kamenné Žehrovice ligt op ongeveer dezelfde afstand, eveneens aan spoorlijn 120.

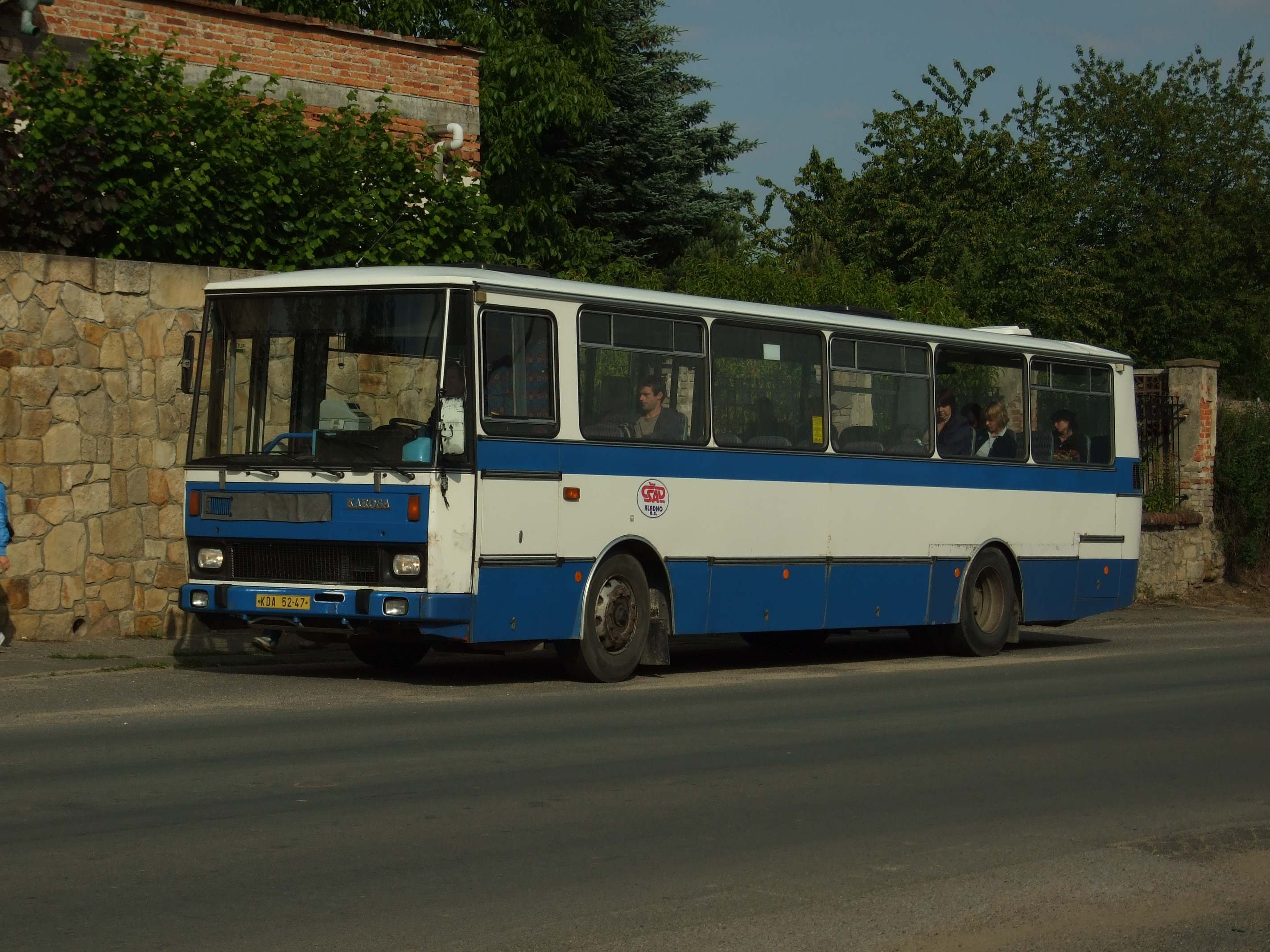
Bus in Doksy (2009)

### Buslijnen
Er zijn twee bushaltes in het dorp: Doksy en Doksy, Most. Er rijden dagelijks drie buslijnen met regelmatige dienstregeling door het dorp en één met onregelmatige dienstregeling (lijn 404):
- Lijn 305 Rakovník – Řevničov – Velká Dobrá – Praag;
- Lijn 365 Stochov – Velká Dobrá – Unhošť – Praag;
- Lijn 404 Rakovník – Nový Dům – Velká Dobrá – Praag;
- Lijn 629 Kladno – Družec (in het weekend alleen tussen Bratronice en Dolní Bezděkov).

## Sport en recreatie
In Doksy zijn onder meer een voetbalclub, sporthal, dorpshuis en natuurtheater gevestigd. Ook is er een lokale vereniging rondom de militaire geschiedenis van het land.

## Bezienswaardigheden
- Johannes van Nepomukkapel en -standbeeld uit 1763 op het dorpsplein;
- Grafsteen van een vermoord dienstmeisje uit 1675 bij de Nohavicevijver.

## Galerij

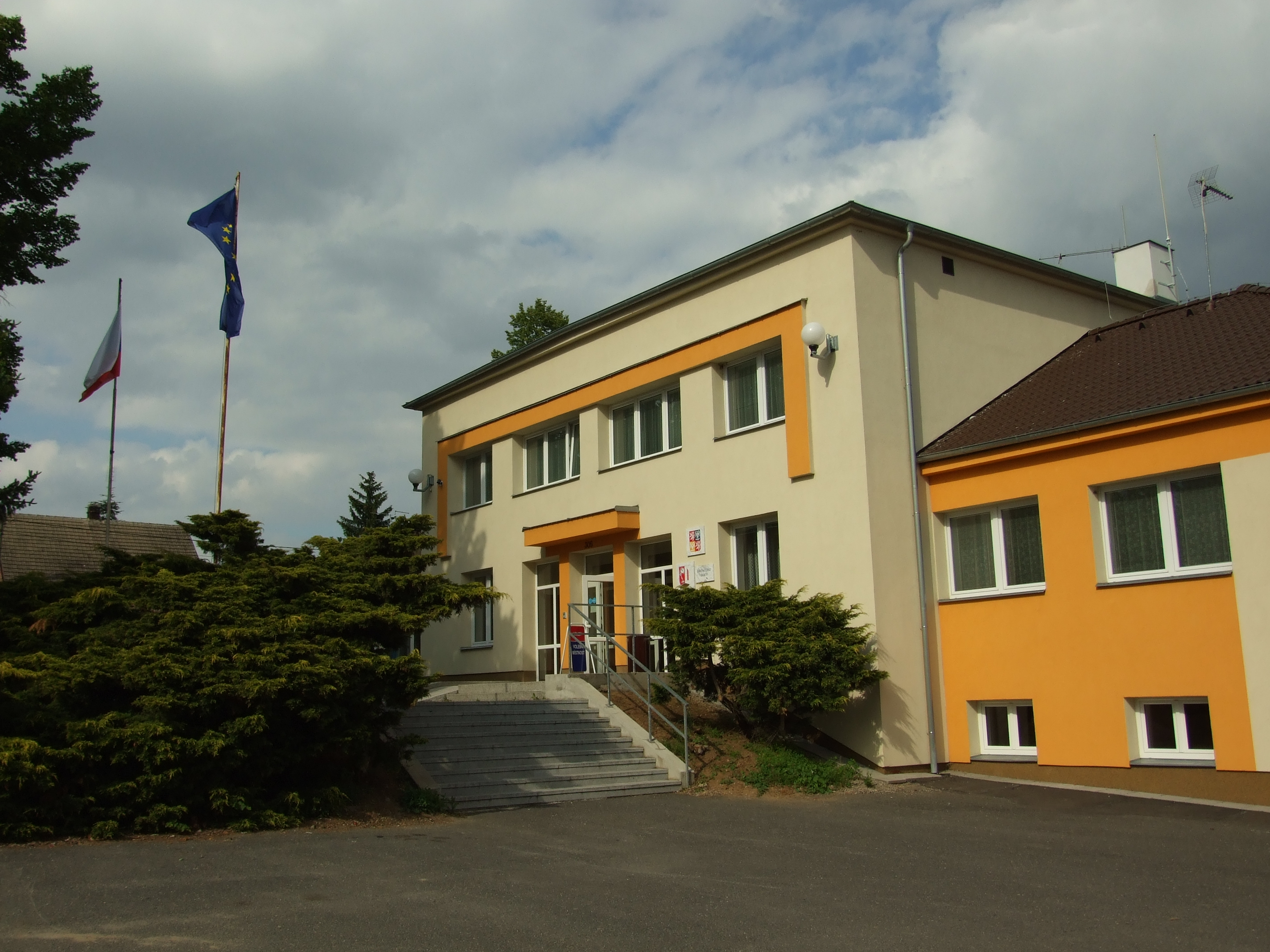
Gemeentehuis
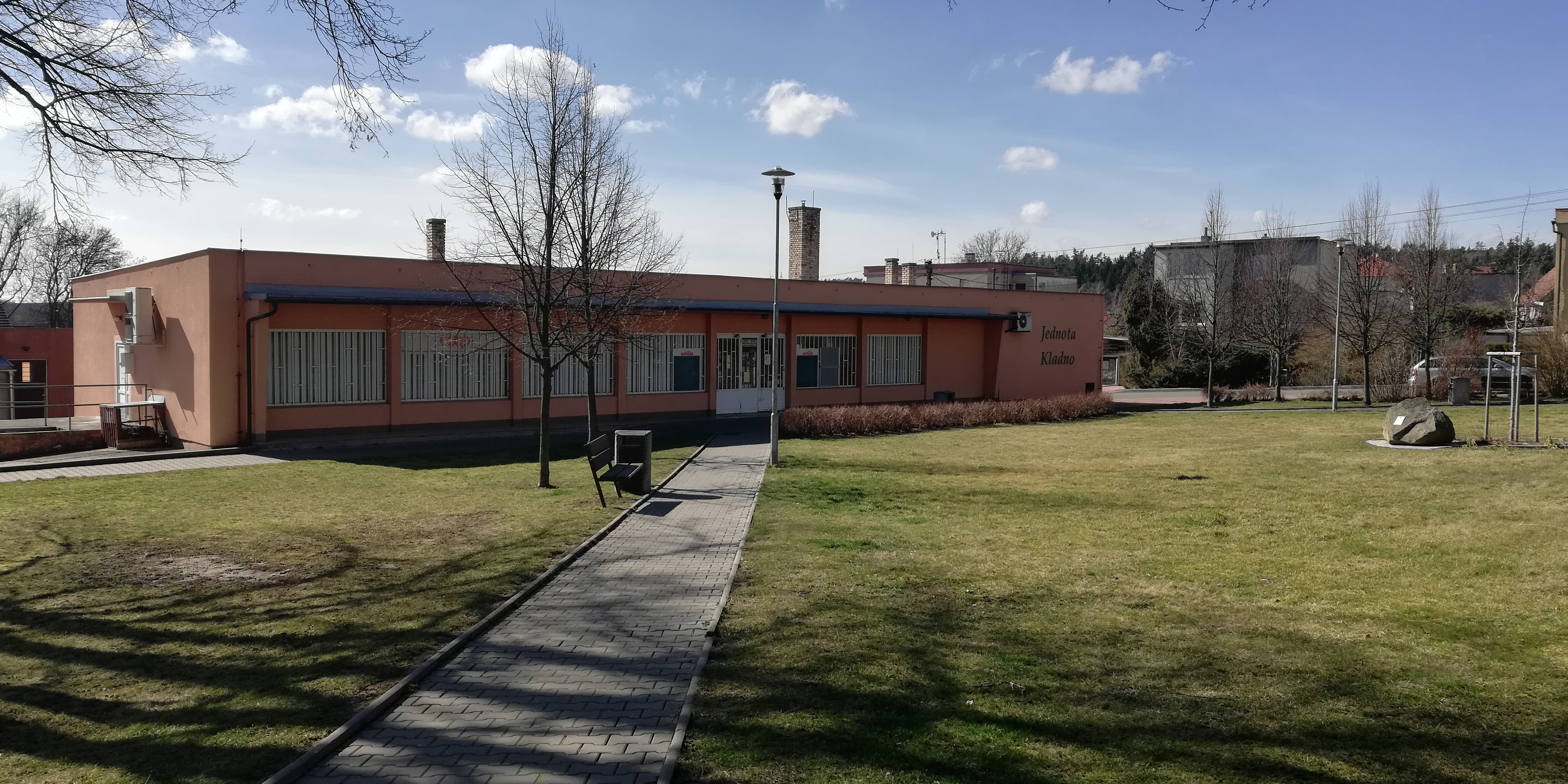
Gebouw in Doksy
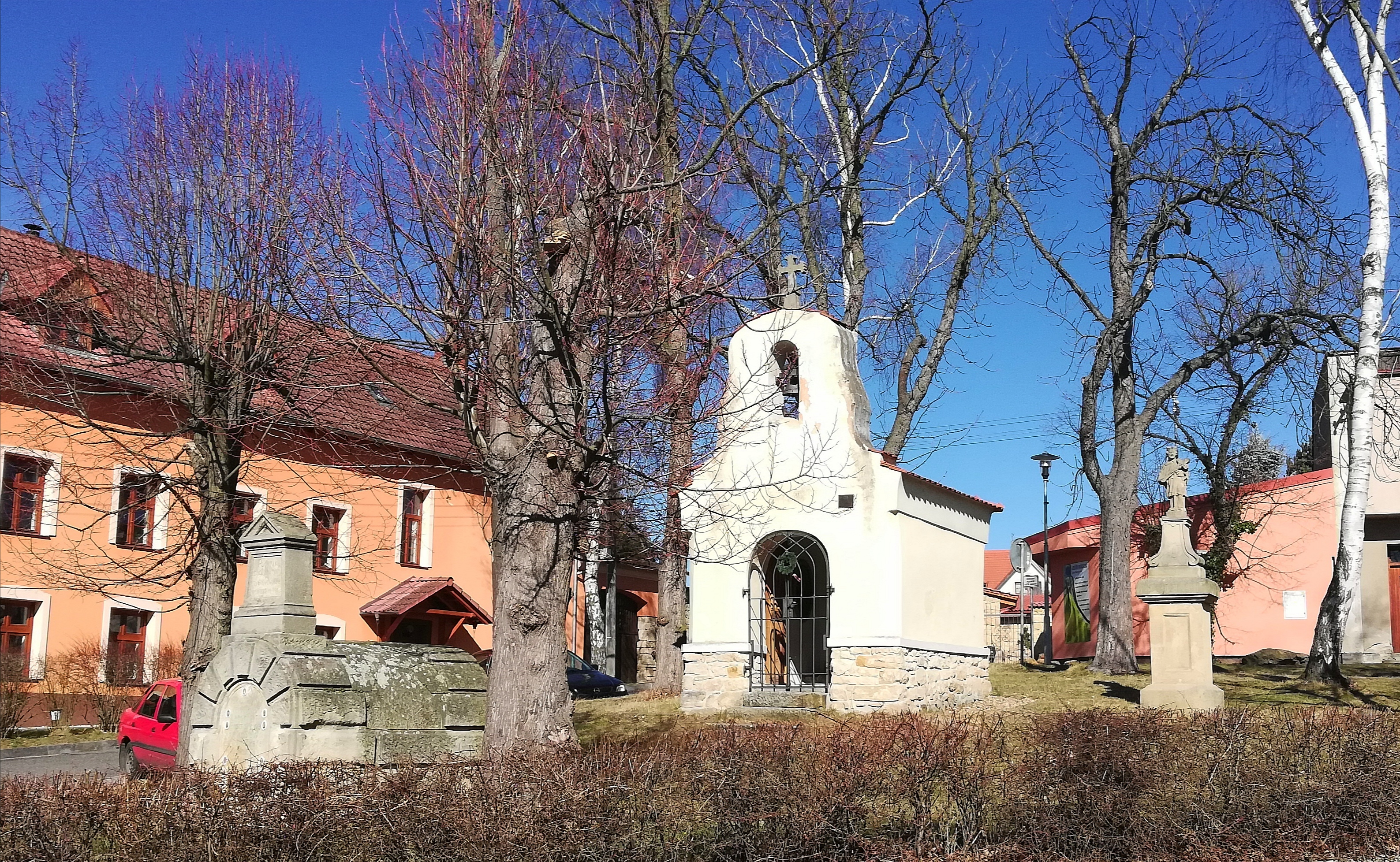
Johannes van Nepomukkapel